# 徐家桓
徐家桓（1892年—1951年7月30日）字纯熙，化名马希援，满族，吉林永吉人，中华民国及满洲国政治人物。

## 生平
徐家桓的父亲徐振廉是知名中医。徐家桓自幼入私塾，后入吉林北关小学，不久考入吉林一中。1914年，徐家桓考取公费赴日本留学，入日本东京帝国大学学习电气，后又考入东京帝国大学法律系。在日本学习后期，徐家桓结识了张学良，并为其充任翻译。1925年，徐家桓毕业获法学学士学位，归国任张学良的副官。1926年，徐家桓任河北省昌黎县知事。1928年东北易帜后，调任奉天省本溪县知事。1929年改称县长。
1931年九一八事变后，徐家桓携家回到吉林。1932年，任吉林一中教导主任，不久便向日本投降。1934年，任满洲国吉林
市筹备处处长。1936年任吉林市市长。1941年至1943年，任四平省首任省长。1943年至1944年，任满洲国国务院总务厅次长。1944年任吉林省省长。
1945年日本投降后，徐家桓于同年9月3日被苏联红军逮捕，押往远东伯力战犯收容所。在关押三个月后，徐家桓获得联保，提前获释回到吉林。1946年春，徐家桓携家迁居长春。1946年秋，徐家桓任职于北平实业公司。中华人民共和国成立后，1951年在全国开展镇压反革命运动，徐家桓于同年7月30日自杀身亡。